# Avión de línea regional

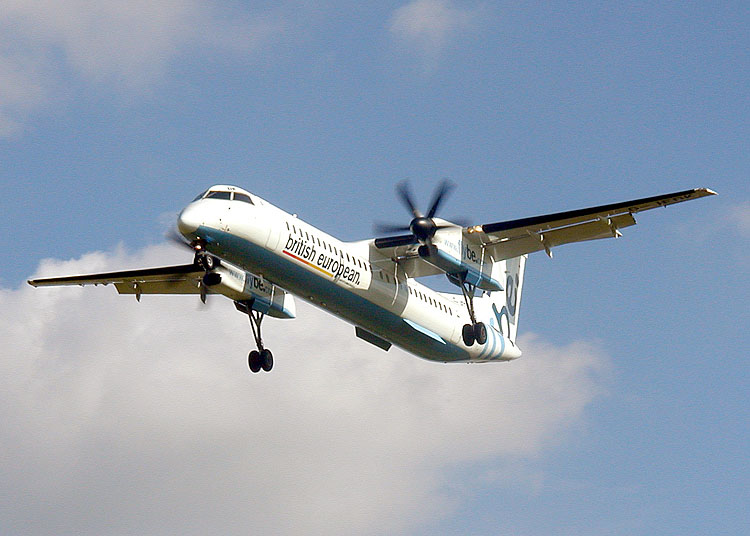
Bombardier Q400, avión regional turbohélice, de la aerolínea Flybe.

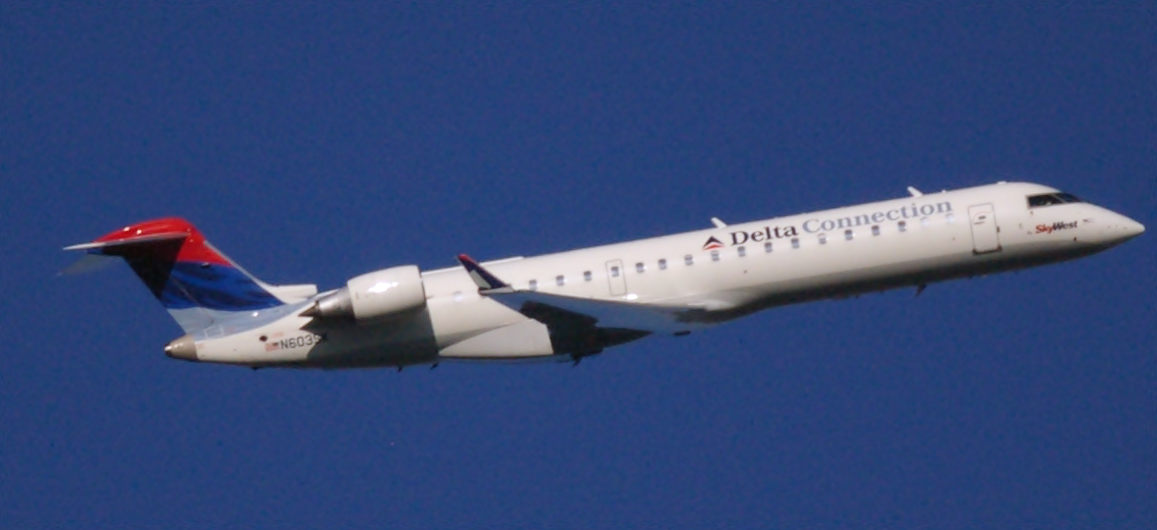
Bombardier CRJ700, avión regional a reacción, de Delta Connection.

Un avión de línea regional es un avión comercial usado por algunas aerolíneas para vuelos de corta distancia y están diseñados para tener una capacidad máxima de 80 a 100 pasajeros. En algunos casos los aviones de línea regional son usados por subsidiarias de aerolíneas más grandes para el transporte de pasajeros desde un aeropuerto a otro menos transitado.

## Líneas aéreas regionales
La mayoría de las aerolíneas regionales son solo subsidiarias de otras aerolíneas, pero también pueden ser aerolíneas dedicadas solamente al transporte regional. Estas aerolíneas operan en ciudades pequeñas con aeropuertos de muy bajo tránsito.